# Pogradec
Pogradec város és alközség Albánia délkeleti részén, az albán–macedón határon fekvő Ohridi-tó délnyugati partját alkotó, hegyek körbeölelte árkos süllyedékben, Korçától légvonalban 35, közúton 40 kilométerre észak–északnyugati irányban. Kielégítő közlekedési helyzetét biztosítja a várost átszelő, Tiranát Korçával összekötő, SH3-as jelű főút, emellett a közelében található két határátkelőhelynek köszönhetően Macedóniával is jó közúti kapcsolata van. Korça megyén belül Pogradec község székhelye, valamint Pogradec alközség központja, egyúttal ez utóbbi egyetlen települése is. A 2011-es népszámlálás alapján az alközség, azaz Pogradec város népessége 20 848 fő, ezzel Albánia tizenegyedik legnépesebb városa.
Határában már az ókorban állt egy feltehetően illír település, amely az i. e. 3–2. században élte fénykorát, és amelynek helyén a 10. században a Bizánci Birodalom egy új várat építtetett (pogradeci vár). Maga a település a 7. században a várhegy lábánál alakult ki, amely a 12. században terjeszkedő Bolgár Birodalom hódítóitól kapta szláv nevét (Pogradec a. m. ’vár alatti hely’). A 18. századtól jelentős regionális központ szerepét töltötte be az alapvetően mezőgazdasággal és halászattal foglalkozó település, a 20. század első felének háborúi, a nyomukban járó pusztítás azonban visszavetette fejlődését. A 20. század második felében a környék bányakincseinek köszönhetően nehézipari üzemegységeket telepítettek a környékére, emellett felkapott üdülőhely lett. A sajátos ökoszisztémájú Ohridi-tónak köszönhetően napjainkban is elsősorban üdülőváros.

## Fekvése

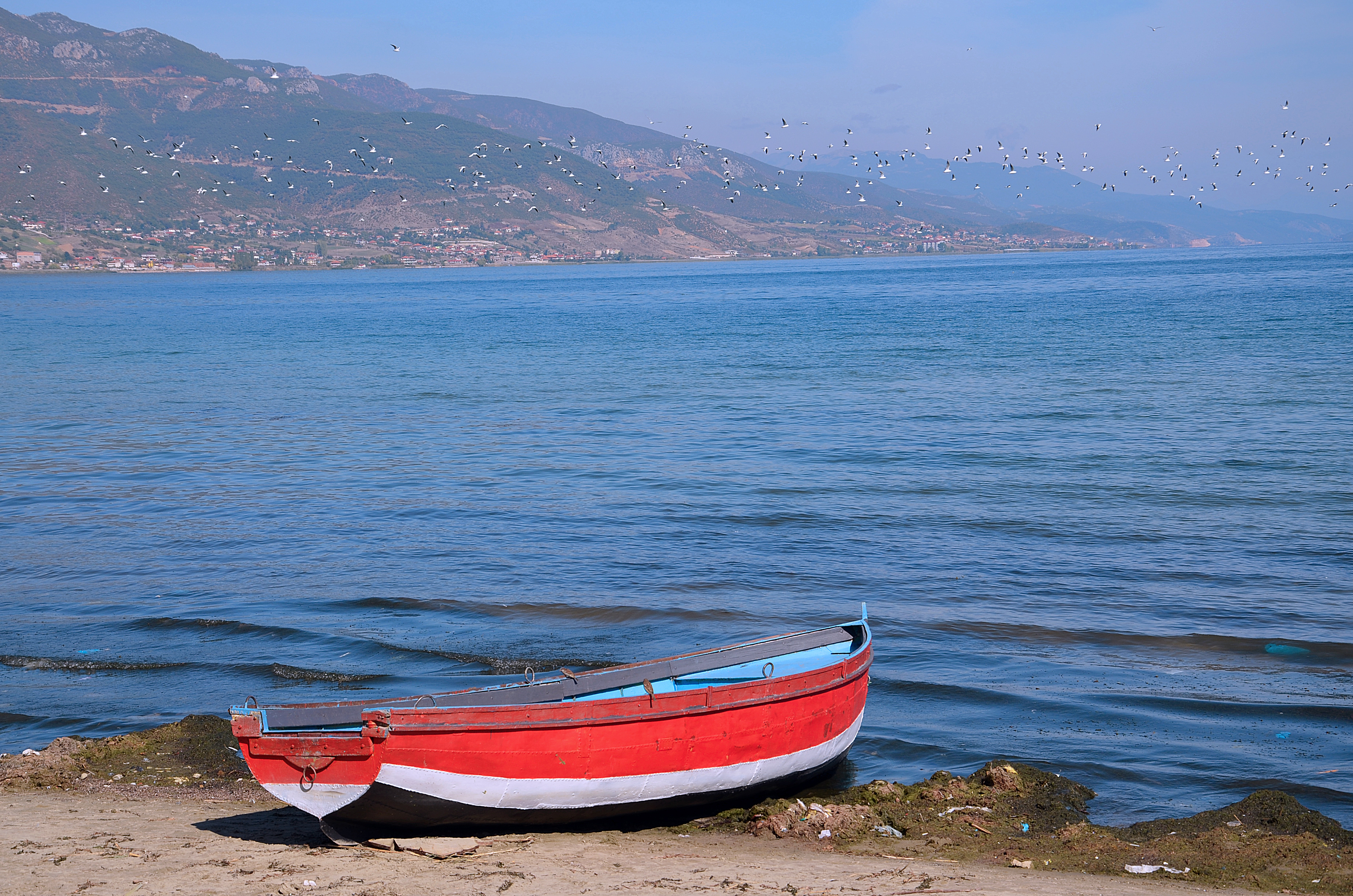
Az Ohridi-tó partja Pogradecnél, háttérben a Mokra-vidék vonulataival

Pogradec az albán–macedón határon fekvő Ohridi-tó délnyugati partján, a part menti Buçimasi-síkon (Fusha e Buçimasit) fekszik, 696 méteres tengerszint feletti magasságban. Keleti irányból a Thatë-hegység (Mal i Thatë, ’Száraz-hegység', 2287 m) vonulata választja el a Preszpa-tótól, míg délnyugatra a Gesztenyés-hegy (Maja e Gështenjasit, 1080 m) szegélyezi. E két magaslat között húzódik a Plloçai-hágó (Qafa e Plloçës), amely a Korçai-medencével biztosítja Pogradec összeköttetését. Nyugat felől a Mokra-vidék magaslatai, délről észak felé haladva a Kamjai-kő (Gur i Kamjës, 1481 m), a Kauri-hegy (Maja e Kaurit, 1292 m), a Muçi-hegy (Maja e Muçit, 1202 m) és a Shullëri-hegy (Maja e Shullërit, 1228 m) szolgál Pogradec hátteréül. A parti síkság kelet felé nyitottabb, itt törnek felszínre a Preszpa-tó vizét az Ohridi-tóba lecsapoló búvópatakok.

## Neve
A Pogradec név szláv eredetű, és a feltevések szerint a települést a 12. században elfoglaló bolgárokhoz kötődik. Jelentése ’vár alatti hely’, amely annak tudható be, hogy a 12. században a tóparti síkon fekvő település melletti magaslaton még állt a bizánciak 10. századi vára. Evlija Cselebi 1670-ben Pogradas alakban jegyezte fel a település nevét.

## Története

### Ókor
Az Ohridi-tó környékét már az őskorban is lakta az ember. Egy Pogradec közeli magaslaton a vaskor korai szakaszában, az i. e. 10. században kialakult település nyomait, kőépületek alapjait és mázas feketeedényeket tártak fel. A vaskor későbbi szakaszában a mai Pogradec tágabb környéke az illírek enkhele törzsének szállásterületéhez tartozott. Az általuk alapított Enkhelanai városát egyes források Pogradeccel azonosítják. A mai város északnyugati szélén magasodó Vár-hegy (Maja e Kalasë) települését az i. e. 5. századot követően erődítették, amely az i. e. 3–2. században fénykorát élő agglomerációs központtá fejlődött. Bár a római hódítást követően jelentősége lehanyatlott, szórványosan az ókor végéig lakott volt, és feltehetőleg a 7–8. századok fordulóján néptelenedett el.

### Középkor és török hódoltság
Az egykori erődített város alatt, a parti síkon a középkor első évszázadaiban egy újabb település alakult ki, a mai Pogradec elődje, amely a 7–9. századokra a komani kultúrához kötődő arber népesség egyik jelentős központja lett. Az ásatásokról előkerült fibulatípusok és vonaldíszes mázas kerámiák a közeli Symiza és Rrëmbec feltárásaiból is ismertek. A Bizánci Birodalom fennhatósága alatt álló település ókori várát a 10. században, feltehetőleg I. Ióannész császár uralkodása alatt (969–976) újjáépítették. Az új vár kifejezetten hadászati céllal épült, a civil lakosság a vár alatti településen élte tovább életét. A terjeszkedő második Bolgár Birodalom a 12. században foglalta el a települést, és vélhetően ehhez az eseményhez köthető a vár pusztulása is.
Az elkövetkező évszázadokból csak szórványos adatok állnak rendelkezésre Pogradec történetéről. 1445 októberében Kasztrióta György albán fejedelem a nyugatra fekvő Mokra-vidéken verte vissza az oszmánok egyik támadását. Már a török hódoltság időszakában, 1670-ben számolt be a településről a török utazó, Evlija Cselebi. Pogradec a 18. századra jelentős mezőgazdasági és regionális adminisztratív központtá lett, amit nagyban elősegített földrajzi elhelyezkedése: a halászatnak kedvező tó és a termékeny tóparti síkság haszonvételei mellett fontos állomása volt az Ilbaszan (Elbasan) és Görice (Korça) közötti útnak, továbbá Sztrugával is jó összeköttetése volt. Pogradec a 19. századra magába olvasztotta a közeli, szintén regionális hatáskörű települést, Starovát is.
Az 1877–1878-as orosz–török háborút lezáró San Stefanó-i béke más kelet-albániai területekkel együtt Bulgáriának ítélte Pogradec környékét, de ez a területi változás a berlini kongresszus döntése értelmében végül nem lépett életbe. A 19. század végére a közeli, pezsgő kulturális életű Korça hatására az oktatásügy és a kulturális élet Pogradecben is fellendült. 1887 után Thomas Brunetti nyitott itt lazarista missziós házat, az 1890-es években ortodox iskola nyílt a településen, a századfordulón pedig az Albánia-szerte mindössze hat színjátszó csoport egyike Pogradecben működött.

### Az első és a második világháború
Az 1912-ben függetlenné vált Albánia területén az első világháborúban több nemzet hadserege vonult át vagy állomásozott hosszabb-rövidebb ideig, súlyos károkat okozva a település épületeiben és infrastruktúrájában. Pogradec már a háború kirobbanása előtt, 1914 nyarán a Vilmos fejedelem ellen fellázadt közép-albániai felkelők kezére került. 1915. június 12-én a Szerb Királyság hadserege rohanta le az országot, és még aznap elfoglalták Pogradecet, ahonnan további közép-albániai területekre vonultak be. A következő év elején, 1916 januárjában az Osztrák–Magyar Monarchia csapatai foglalták el Észak-Albániát, és júniusig az Elbasan–Pogradec-vonalig nyomultak előre, noha Pogradec térségében ekkor már velük szövetséges bolgár erők is állomásoztak. A háború utolsó két évére Pogradec vidéke a Monarchia és a velük szemben álló francia és olasz csapatok ütközőzónája lett. 1917. szeptember 9-én a franciák kiszorították a Monarchia csapatait Pogradecből, aminek során a Korçai Autonóm Köztársaság megszervezésében is élen járó Themistokli Gërmenji is kitüntette magát. Ezt követően a háború 1918. novemberi lezárulásáig a franciák maradtak Pogradec urai.
1922-ben az albán ortodox egyházon belül a Korçai püspökség négy területének egyik lett a pogradeci. 1924 tavaszán, a júniusi forradalomhoz vezető események során Zogu-ellenes tüntetésekre került sor Pogradecben is.

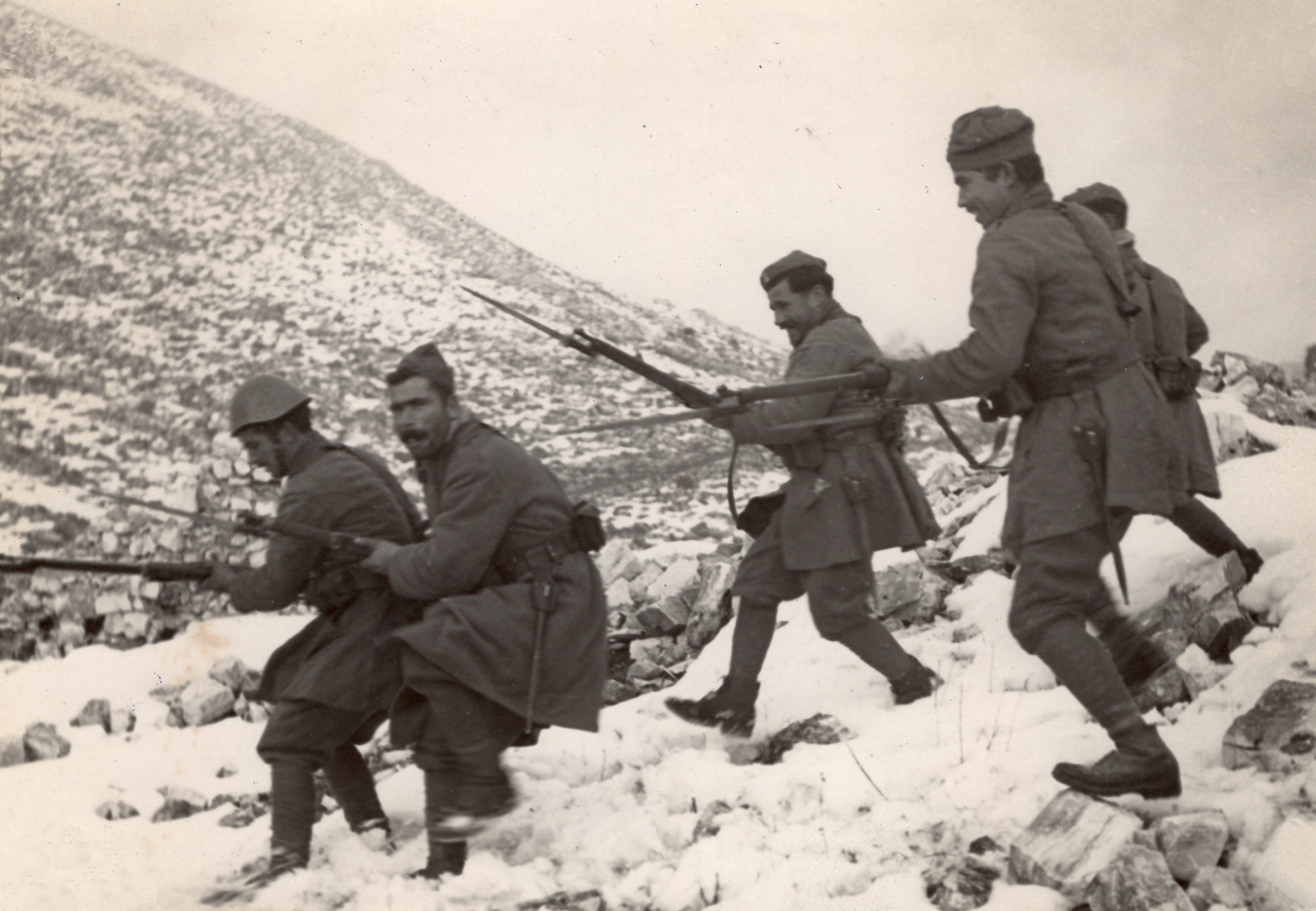
Görög katonák albán földön 1940/1941 telén

1939 nagypéntekén, a második világháború albániai nyitányaként a fasiszta Olaszország lerohanta Albániát, és az ország uralkodója, I. Zogu elhagyta az országot. A menekülés útvonala Pogradecen keresztül vezetett, Zogu innen lépett kapcsolatba Joánisz Metaxász görög miniszterelnökkel, és kért tőle politikai menedékjogot. Ezt követően olasz csapatok szállták meg Pogradecet is. 1940. október 28-án megnyílt a világháború olasz–görög frontja, és Pogradec e küzdelem egyik hadszínterévé, felvonulási területévé vált. A Görögországot lerohanó olasz csapatokat csakhamar visszaszorították Albánia területére, és 1940 november közepén a görög alakulatok már az elbasan–pogradeci utat fenyegették. Ekkor azonban némileg lelassult előrenyomulásuk, és csak azt követően gyorsult fel, hogy november 23-ától a Brit Királyi Légierő gépei bombázni kezdték az olaszok pogradeci hídfőállásait. A görögök ezt követően gyorsan északra szorították a Korçánál harcoló olasz csapatokat, és másnap, november 24-én már Pogradec határánál jártak. Az olasz katonák nagy részét 25-én evakuálták a városból, de a várost védő utolsó olasz alakulatokat a görögök csak november 30-ára számolták fel, egyúttal jelentős mennyiségű fegyvert is zsákmányoltak tőlük. Elszigetelt fegyveres összecsapásokra még december 1-jén is sor került, de végül a görögök helyreállították a rendet. A város épületeinek jelentős része eddigre elpusztult, egyrészt a távozó olaszok gondoskodtak az infrastruktúra megsemmisítéséről, másrészt a bombázások és fegyveres összecsapások is számottevő károkat okoztak. Emellett a város gyakorlatilag elnéptelenedett: a lakosok nagy része már az összecsapások kitörésekor a környékbeli falvakban húzta meg magát, az olasz hadsereg pedig magával hurcolta a Pogradecben maradt városvezetőket, hogy így vegyék elejét katonai titkok kiszivárgásának. Az olasz ellentámadások 1941 tavaszán megsokasodtak, így például 1941. április 4-én bombázóik megsemmisítettek egy nagyobb, a korça–pogradeci úton menetelő görög alakulatot. Görögország 1941. április 6-ai német megszállásával a görög alakulatok elhagyták Albánia területét, és Pogradec ismét olasz kézre került.
Az olasz fennhatóság megszilárdulni látszott, de 1943 közepétől megsokasodtak a kommunista partizánok olasz megszállók elleni rajtaütései. Az 1943 júliusában a város határában kibontakozó összecsapás következtében hat partizán esett el. 1943. szeptember elején az első partizánbrigád küzdött Pogradec felszabadításáért, de Olaszország szeptember 8-ai kapitulációját követően Tirana körzetében folytatták a fegyveres ellenállást. Az olaszok helyét a náci Németország alakulatai vették át az országban, de 1944 júniusára Pogradec a kommunisták kezére került. Bár a továbbiakban a meg-megélénkülő német ellencsapások következtében június 20-án a kommunisták ismét kiürítették a várost, 1944 őszére dél-Albánia nagy részével együtt a város feletti ellenőrzésük megszilárdult.

### A második világháború után
Az Albániát a második világháború elején megszálló olasz hatóságok már 1939 októberében feltárták a Pogradec közeli hematitlelőhelyeket. Az eredmények kecsegtetőek voltak, becsléseik szerint a 20 millió tonnára rúgó hematitkészlet vasérctartalma 60%-os lehetett, ezért el is készítették a nyersanyag kitermelésére és az acélművek telepítésére vonatkozó terveiket. A háborús idők azonban nem kedveztek az elgondolásnak, így a háború lezárultával a kommunista hatóságok indították el Pogradecet a nehézipari fejlesztés útján. A vas-, nikkel-, króm- és ólomérclelő helyekben egyaránt gazdag környéken sorra nyíltak a bányák, különösen a közeli Gur i Kuqnál megnyitott vasnikkelbánya bizonyult országos szinten is termelékenynek. Az ötödik ötéves tervidőszakban, 1971–1975 között a Gur i Kuq-i bánya mellett dúsítóüzemet is létesítettek, ahonnan évente 500 ezer tonna érc került ki. Az egyedüli problémát a régió viszonylagos elszigeteltsége jelentette, ezért 15 ezer ifjúkommunista bevonásával a hetedik ötéves tervidőszakban (1981–1985) megépítették az Elbasan–Librazhd–Pogradec vasútvonalat. Ennek a mára csak teherszállításra használt vonalnak a végpontja valójában nem Pogradec városa, hanem a városközponttól 4 kilométerre lévő Gur i Kuq-i ipari létesítmények voltak.

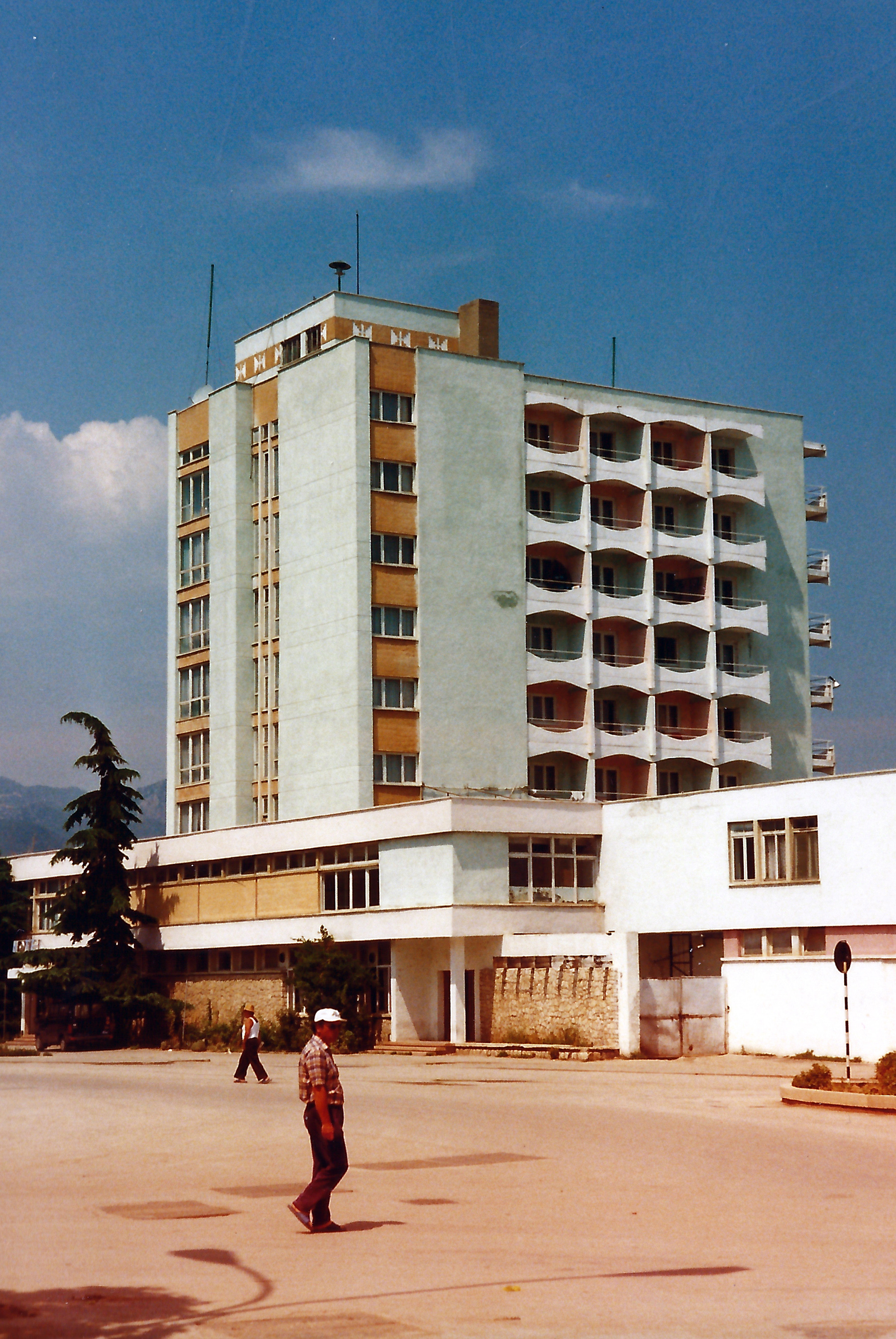
A pogradeci állami szálló épülete 1995-ben

Az ipari fejlesztések mellett a 20. század második felében Pogradec, az Ohridi-tó partja az ország kevés üdülőkörzetének egyik legnépszerűbbikévé vált. A város állami szállodája – a korçai és sarandai hotelek mellett a modern albán építőipar egyik büszkesége – mellett üzemi és pártüdülők épültek, emellett Pogradecben állt a nagy hatalmú pártfőtitkár, Enver Hoxha nyaralója is, aki nyarait szívesen töltötte az Ohridi-tó partján. Ez a körülmény is közrejátszhatott abban, hogy a jugoszláv határ közelében fekvő Pogradec védelmére a szokásosnál is nagyobb hangsúlyt fektettek: határőrizeti célból az albán haditengerészet három tengeralattjáróját telepítették az Ohridi-tóba.
Mindezeknek köszönhetően az 1944-ben 5 ezer lakosú Pogradec népességszáma az 1980-as évek közepére 15 ezresre dagadt. Az 1991-es rendszerváltást követően fejlődése rövid időre megakadt. Az ipari termelés visszaesett, megjelent az albán társadalomban a munkanélküliség, 1992 februárjában Pogradecben zavargások törtek ki, a lakosság feltörte és kifosztotta az állami raktárakat és az üzleteket. Az 1997-es piramisjáték-válságot követő zavargások során Pogradec is felbolydult, és a helyiek egyebek mellett kifosztották az Albturist szállodát. Mindeközben azonban erőfeszítéseket is tettek Pogradec turisztikai potenciáljának növelésére. 1992 és 1995 között a PHARE segélyprogram keretében felújították a Pogradec és az albán–görög határon fekvő Kapshtica közötti utat. 1997 decemberében albán–görög kormányközi egyezség született a vasútvonal Görögországba való meghosszabbításáról is, erre azonban végül nem került sor. Megoldották a súlyos környezetvédelmi és vízminőségi problémát jelentő szennyvízkezelés problémáját. A 2000-es évekre helyreállt a társadalmi béke, és Pogradec turisztikai fejlődése megindulhatott, a várostól keletre fekvő Drilonban egymás után nyitottak meg az újabb szálláshelyek és éttermek. 2005-re a város lakossága elérte a 30 ezret.

## Nevezetességei

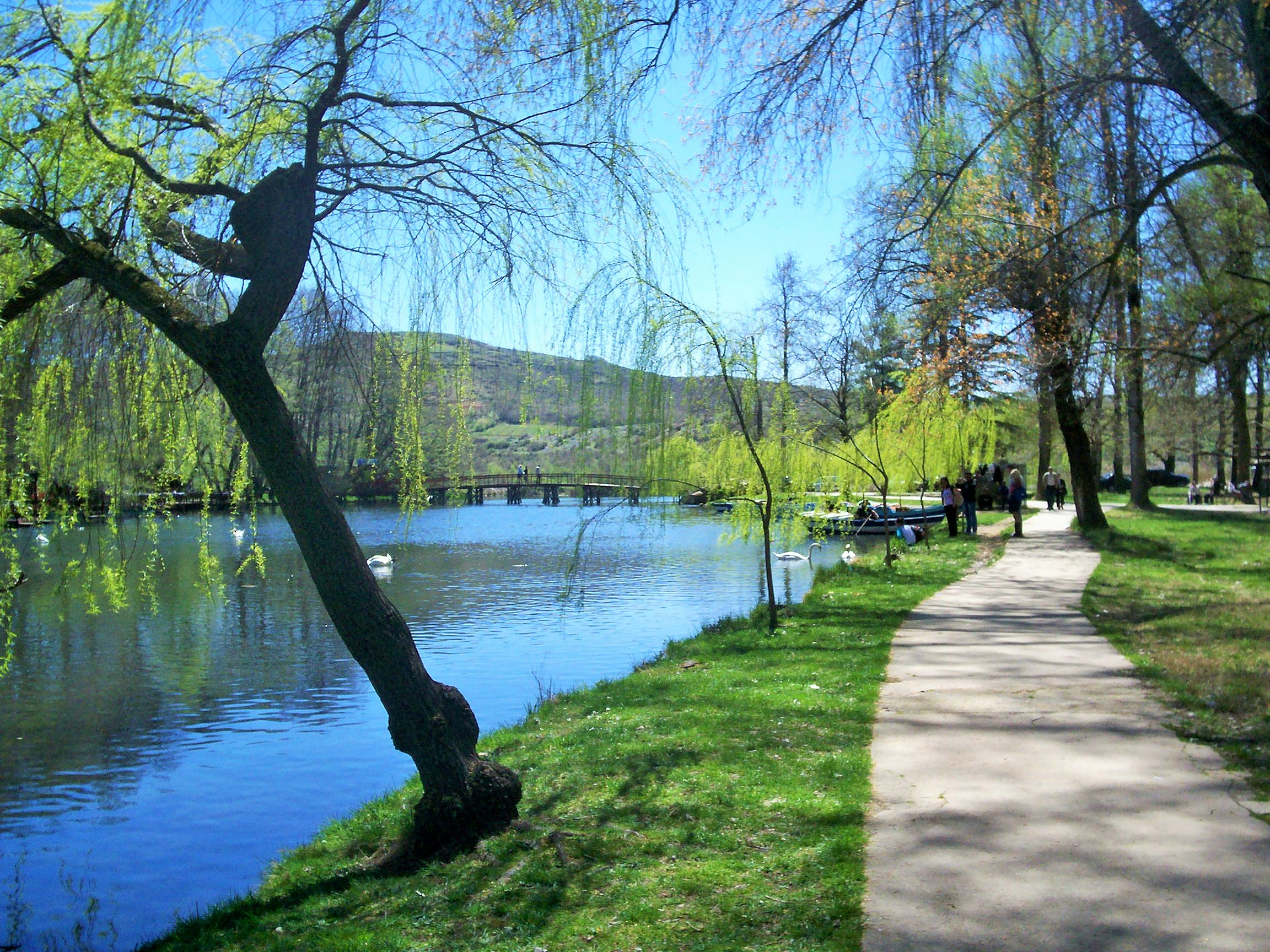
Drilon parki részlet

Pogradec fő nevezetessége és vonzereje az Ohridi-tó – vagy ahogy az albánok hívják, a Pogradeci-tó –, amely egy tektonikus árkos süllyedékben létrejött óriási, 358 km²-es karszttó. Legnagyobb mélysége megközelíti a 300 métert, a hatalmas víztömeg hőmérséklete így nyáron sem magasabb 20-21 °C-nál. Partját a macedón és az albán oldalon egyaránt üdülőhelyek és strandok tagolják. A pogradeci oldalon a tópart homokos, emellett a Preszpa-tó vizét az Ohridi-tóba vezető búvópatakok felbukkanásainál, a várostól keletre elterülő Drilon vagy Drilon park (Parku i Drilonit) nevű részen fás ligetek, nádasok és egyéb változatos növénytársulások kísérik a tópartot. Ugyanitt terül el az üdülőövezet, ahol több szálláshely és étterem várja a Pogradecbe üdülni érkezőket. A város gasztronómiájának ínyencfalatai a csak az Ohridi-tóban élő endemikus lazacfajokból, a Salmo letnicából (albán koran) és a Salmo ohridanusból (albán belushkë) készült fogások. Miután a koran a veszélyeztetett halfajok közé tartozik, ajánlott a parton található, saját lazacfarmmal rendelkező éttermek egyikében megkóstolni. Pogradec térsége, a tóparti síkság mezőgazdasági vidék, a várostól délre kiterjedt szőlőterületek láthatóak; ennek köszönhetően Pogradec nevezetes vörösboráról, valamint enyhén muskotályos illatú rakijáról.
A város nyugati határában emelkedő Vár-hegyen (Maja e Kalasë) láthatóak az ókori alapokra épült középkori pogradeci vár romjai. 2011 óta szerepel az UNESCO világörökségi javaslati listáján mint a már meglévő Ohrid-régió elnevezésű kulturális-természeti helyszín kiterjesztése. A Pogradeci Múzeum (Muzeu i Pogradecit) kisebb helytörténeti és néprajzi tárlattal várja a látogatókat. A város szépművészeti galériája (Galeria e Arteve Pogradec) főként Vangjush Mio pogradeci tájképeit mutatja be. Az ateista pártállam megszűnését, a rendszerváltást követően újra megnyitotta kapuit az óvárosban álló, régi Szűz Mária-templom (Kisha e Shën Marisë), de az 1990-es évek közepe óta új ortodox temploma is van a városnak. A 2015 óta városképi védelem alatt álló központi Burime negyedben (Lagja Burimeve), a Çeta e Mokrës utca környékén néhány hagyományos, emeletes lakóépület műemléki védelmet élvez, így az Icka-ház (é. sz. 40° 54′ 11″, k. h. 20° 39′ 05″40.903139°N 20.651333°E), a Kuçuku-ház (é. sz. 40° 54′ 12″, k. h. 20° 39′ 06″40.903306°N 20.651611°E), a Puçe-ház (é. sz. 40° 54′ 11″, k. h. 20° 39′ 01″40.903056°N 20.650306°E), a Guxho-ház (é. sz. 40° 54′ 12″, k. h. 20° 39′ 05″40.903306°N 20.651444°E) és a Qipro-ház (é. sz. 40° 54′ 12″, k. h. 20° 39′ 04″40.903361°N 20.650972°E).

### Nevezetes pogradeciek

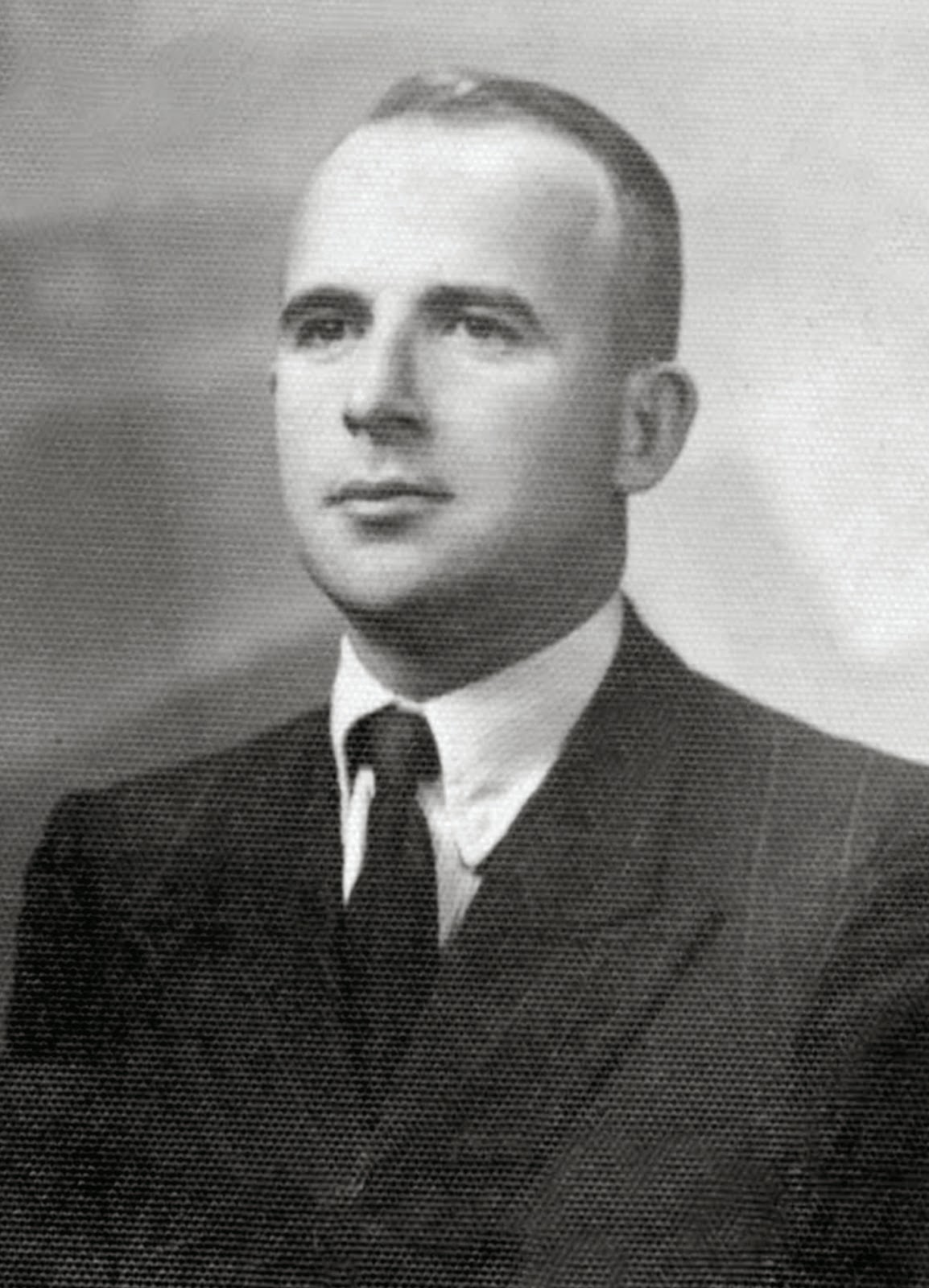
Pogradec szülötte, Mitrush Kuteli

- Pogradec leghíresebb szülötte Lasgush Poradeci (1899–1987), a 20. század egyik legnagyobb albán költője, aki több versében megörökítette az Ohridi-tó vidékét, és élete utolsó nyarait is szülővárosában töltötte.[64] A Mitrush Kuteli utcában álló lakóháza 1988 óta műemléki védelmet élvez (é. sz. 40° 54′ 13″, k. h. 20° 39′ 06″40.903611°N 20.651667°E).[65] Szobra a tóparti sétányon áll.[66]
- Abdurrahim Buza(wd) (1905–1986) festő, bár nem innen származott, sok időt töltött a városban, és életművének jelentős darabjai között számos pogradeci tájképet tartanak számon.[67]
- Mitrush Kuteli(wd) (1907–1967) hosszú ideig Romániában alkotó albán író, Pogradec szülötte, novelláiban szívesen örökítette meg szülőhelye mindennapjait.[68] Szobra a tóparti sétányon áll, szemben Poradeciével.

## Közlekedés
A város az ország fővárosát, Tiranát Elbasanon keresztül Korçával összekötő SH3-as jelű főúton fekszik, Tiranától 130, Korçától 40 kilométerre. Mindkét várossal rendszeres minibuszjárat köti össze. A város egyúttal a Tirana–Elbasan–Pogradec vasútvonal végpontja is. 2005-ben még napi két személyvonatot indítottak Tiranából, amelyek közel hétórás menetidővel juttatták el utasaikat az Ohridi-tó partjára, de 2018-ban a személyvonatok már csak a 60 kilométerre fekvő Librazhdig közlekednek. Pogradec közelében két nagyobb határátkelőhelyen is át lehet lépni Észak-Macedóniába: a várostól keletre, a mindössze 6-7 kilométerre lévő tushemishti határátkelőn a Szent Naum-kolostor és Ohrid, míg az Ohridi-tó nyugati partján lévő Qafë-Thanán keresztül Sztruga városa közelíthető meg. Rendszertelenül ugyan, de az Ohridi-tavon keresztül hajójáratok is összekötik Pogradecet a macedón oldalon fekvő Ohrid városával.

## Testvérvárosok
- Ohrid,  Észak-Macedónia[74]
- Wismar,  Németország[75]